# N338 (België)
De N338 is een gewestweg in België tussen Wervik en Menen in. De weg begint bij de N58 en eindigt bij de Wervikstraat. De weg heeft een lengte van ongeveer 2 kilometer. De straat waar de route over ligt heeft de Ringlaan.
De gehele weg bestaat uit twee rijstroken voor beide rijrichtingen samen.